# Санте-Маріє
Санте-Маріє (італ. Sante Marie) — муніципалітет в Італії, у регіоні Абруццо,  провінція Л'Аквіла.
Санте-Маріє розташоване на відстані близько 65 км на схід від Рима, 34 км на південний захід від Л'Акуїли.
Населення — 1203 особи (2014).

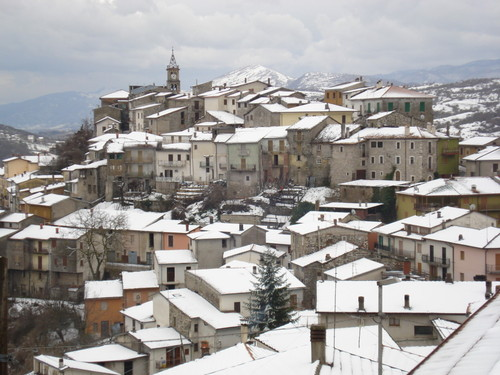

Щорічний фестиваль відбувається 14 липня. Покровитель — San Quirico.

## Демографія
Населення за роками:

Станом на 1 січня 2023 року в муніципалітеті офіційно проживали 62 іноземці з 18 країн, серед них 38 громадян країн Євросоюзу та 3 громадяни України.

## Сусідні муніципалітети
- Боргорозе
- Карсолі
- Мальяно-де'-Марсі
- Пескорокк'яно
- Тальякоццо